# Даффи, Джим
Джеймс (Джим) Даффи (англ. Edward Colin Hendry; род. 27 апреля 1959, Глазго) — шотландский футбольный тренер и бывший футболист.
За свою игровую карьеру он выступал за «Гринок Мортон», «Данди» (три этапа) и «Партик Тисл».
Свою тренерскую карьеру он начал с «Фалкирком», затем был играющим тренером «Данди», также Даффи работал с английскими клубами. Помимо этого, он некоторое время был спортивным директором «Харт оф Мидлотиан».

## Игровая карьера
Даффи родился в Глазго, рос в районе Мэрихилл города (в частности, в микрорайоне Уиндфорд). Он был другом детства и соседом Чарли Николаса. Как и Николас, Даффи начал свою карьеру в «Селтике». Однако, в отличие от друга, Даффи не смог пробиться в основную команду «Селтика» и перебрался в «Гринок Мортон». Там его карьера получила развитие, и в 1985 году он был признан игроком года по версии шотландской ПФА, несмотря на то, что «Мортон» был понижен в классе.
Он перешёл в «Данди», где в возрасте 28 лет получил серьёзную травму, которая поставила под угрозу его дальнейшую карьеру. Некоторое время в 1988 году он работал помощником тренера «Эйрдрионианс», а затем — главным тренером «Фалкирка». В 1990 году он вернулся на поле в составе «Данди», после чего присоединился к «Партик Тисл». Затем в 1992 году Даффи снова вернулся в «Данди» в качестве играющего помощника тренера Саймона Стейнрода. Осенью 1993 года Даффи сменил Стейнрода и стал играющим тренером.

## Тренерская карьера

### Ранняя карьера
В ноябре 1995 года Даффи вывел клуб Первого дивизиона «Данди» в финал Кубка шотландской лиги, но команда проиграла «Абердину» со счётом 2:0. За этим последовал неудачный опыт в качестве тренера «Хиберниана». Поработав в тренерском штабе «Челси» и «Портсмута», он снова вернулся в «Данди» в 2002 году.

### Второй этап в «Данди»
Он был назначен тренером 4 июля 2002 года. Во время своего второго периода в качестве тренера клуба он снова вывел «Данди» в финал, на этот раз Кубка Шотландии 2003 года против «Рейнджерс». «Данди» проиграл с минимальным счётом. Поскольку «Рейнджерс» также выиграли шотландскую Премьер-лигу, «Данди» прошёл в Кубок УЕФА.
В ноябре 2003 года из-за серьёзных финансовых проблем в клубе была введена временная администрация. Для «Данди» это означало потерю большинства своих талантливых игроков, но команда продолжала бороться и сумела избежать вылета в тот сезон. Однако в следующем сезоне «Данди» всё-таки вылетел по итогам последнего тура. Даффи, по согласованию правления, остался чтобы попытаться вернуть клуб в высшую лигу с первой попытки. Однако 24 августа 2005 года правление решило уволить Даффи всего после четырёх игр нового сезона, хотя «Данди» лидировал в Первом дивизионе.

### Спортивный директор «Хартс»
В конце января 2006 года он присоединился к тренерскому штабу «Хартс» и через две недели был назначен спортивным директором, по контракту — до конца сезона 2005/06. Однако Даффи проработал на этой должности всего месяц, 22 марта 2006 года он был уволен вместе с тренером Грэмом Риксом.

### «Норвич Сити»
9 февраля 2007 года Даффи был назначен помощником тренера «Норвич Сити» Питера Гранта. Когда 9 октября Грант покинул «Норвич», Даффи был назначен временным тренером. Но после трёх поражений от «Бристоль Сити», «Бернли» и «Вест Бромвич Альбион» было решено, что он не получит постоянную работу. Даффи покинул «Норвич» после того, как 30 октября тренером был назначен Гленн Редер.

### «Брихин Сити»
В январе 2009 года Даффи был назначен тренером «Брихин Сити», заменив Майкла О’Нила, который месяц назад ушёл в «Шемрок Роверс». Даффи подал в отставку после того, как в мае 2010 года «Брихин» проиграл «Кауденбиту» со счётом 3:0 в матче плей-офф Первого дивизиона.

### «Клайд»
6 февраля 2011 года Даффи был назначен временным тренером «Клайда». Два дня спустя Даффи назначил своим помощником Чика Чарнли, с которым он вместе играл за «Партик Тисл». Ему удалось на короткое время вывести «Клайда» из нижней части Третьего дивизиона, но закончил сезон на последнем, тем не менее согласился остаться в клубе на сезон 2011/12. 28 апреля 2011 года он был назначен постоянным тренером. Даффи решил остаться в «Клайде» из-за большей стабильности. Руководство клуба понимало, что для улучшения результатов клуба требуется время.
В начале сезона 2011/12 Даффи на выезде победил свою бывшую команду «Брихин Сити» со счётом 4:2, затем был разгромлен «Ист Стерлингшир» — 7:1. 1 февраля 2012 года Даффи был назначен членом правления клуба. Его команда дважды подряд занимала девятые места в сезонах 2011/12 и 2012/13. В октябре 2012 года после переигровки «Клайд» выбыл из розыгрыша Кубка Шотландии от любительской команды «Нэрн Каунти».
В октябре 2013 года Даффи стал тренером месяца во Второй лиге (после реформы системы лиг), «Клайд» за месяц не проигрывал ни в лиге, ни в Кубке Шотландии. Команда увеличила эту беспроигрышную серию до десяти игр с октября по декабрь, но 7 декабря эту серию завершило домашнее поражение от «Питерхеда» со счётом 3:1. Клуб обеспечил себе место в плей-офф Второй лиги в предпоследнем матче сезона, разгромив «Альбион Роверс» со счётом 4:0. Но в полуфинале «Клайд» проиграл «Ист Файф» в серии пенальти. Вскоре после этого Даффи ушёл с поста тренера «Клайда» и стал у руля «Мортона».

### «Гринок Мортон»
19 мая 2014 года Даффи сменил Кенни Шилса на посту тренера «Гринок Мортон». Он подписал с клубом двухлетний контракт. 26 июля он провёл первый матч во главе клуба, его команда с минимальным счётом победила «Спартанс» в Шотландском кубке вызова 2014 года. В ноябре 2014 года Даффи был удостоен награды Тренер месяца в Первой лиге. Его команда, однако, в ноябре вылетела из Кубка Шотландии, проиграв «Спартанс» со счётом 2:1. В конце концов, он привёл клуб к победе в Первой лиге, которая была завоёвана в последний тур сезона 2014/15. Это была первая награда Даффи в качестве тренера.
После успешного сохранения места в Чемпионшипе Даффи подписал новый двухлетний контракт в свой 57-й день рождения. В октябре 2016 года он был удостоен награды Тренер месяца Чемпионшипа.
После выхода в плей-офф Даффи был номинирован на звание Тренера года по версии ШПФЛ. Хотя он не получил эту награду, в мае 2017 года он признан Лучшим тренером Чемпионшипа. Даффи был уволен 29 апреля 2018 года после серии поражений, когда «Мортон» не смог пробиться в плей-офф за выход в Премьер-лигу Шотландии, заняв седьмое место в Чемпионшипе.

### «Дамбартон»
В октябре 2018 года Даффи был назначен тренером «Дамбартона» после увольнения Стивена Эйткена. Его первый матч закончился победой над «Ист Файф» со счётом 4:0. После трудного начала клуб завершил сезон 2018/19 на шестом месте в Первой лиге Шотландии, проиграв всего дважды в последних 15 играх. Клуб снова занял шестое место в сезоне 2019/20, который был прерван всемирной пандемией COVID-19. В июне 2020 года Даффи перенёс сердечный приступ. Даффи покинул «Дамбартон» в конце сезона 2020/21, когда клуб избежал вылета, выиграв стыковые матчи со «Странраером» и «Эдинбург Сити».

### «Эр Юнайтед»
Даффи присоединился к «Эр Юнайтед» в качестве помощника Дэвида Хопкина, а затем в сентябре 2021 года стал временным тренером, когда Хопкин ушёл в отставку. 1 октября Даффи был назначен тренером «Эр Юнайтед» на постоянной основе. 20 декабря покинул клуб.

### Возвращение в «Клайд»
7 ноября 2022 года спустя восемь лет Даффи вновь был назначен тренером «Клайда», заменив Дэнни Леннона. Несмотря на то, что команда проиграла только одну из шести последних матчей лиги, «Клайд» был переведён во вторую шотландскую лигу после поражения в финале плей-офф от «Эннан Атлетик».
24 мая 2023 года клуб официально объявил, что Даффи был назначен спортивным директором в рамках «перестройки футбольного департамента» и с внедрением «нового подхода». Три месяца спустя, 18 августа 2023 года, Клайд объявил, что Даффи покинул клуб.